# 1540年歐洲旱災
1540年歐洲旱災（英語：1540 European drought）是歐洲的一次氣候事件。當代學者使用各種古氣候學分析方法，重建當時的溫度和降雨模式，並與現代氣候條件進行比較。根據歷史紀錄，威特等學者在2014年的論文推導出，1540年的歐洲有11個月降雨量非常少，可能符合「乾旱」的定義。然而本特根等學者在2015年的論文中，則根據樹輪等其他資料，對威特等人的研究結論提出質疑。另外，歐斯等學者則在2016年的論文中得出結論，1540年夏季的平均氣溫，高於1966年至2015年氣溫的平均值，且有20%的機率超過2003年歐洲熱浪的高溫。

## 描述

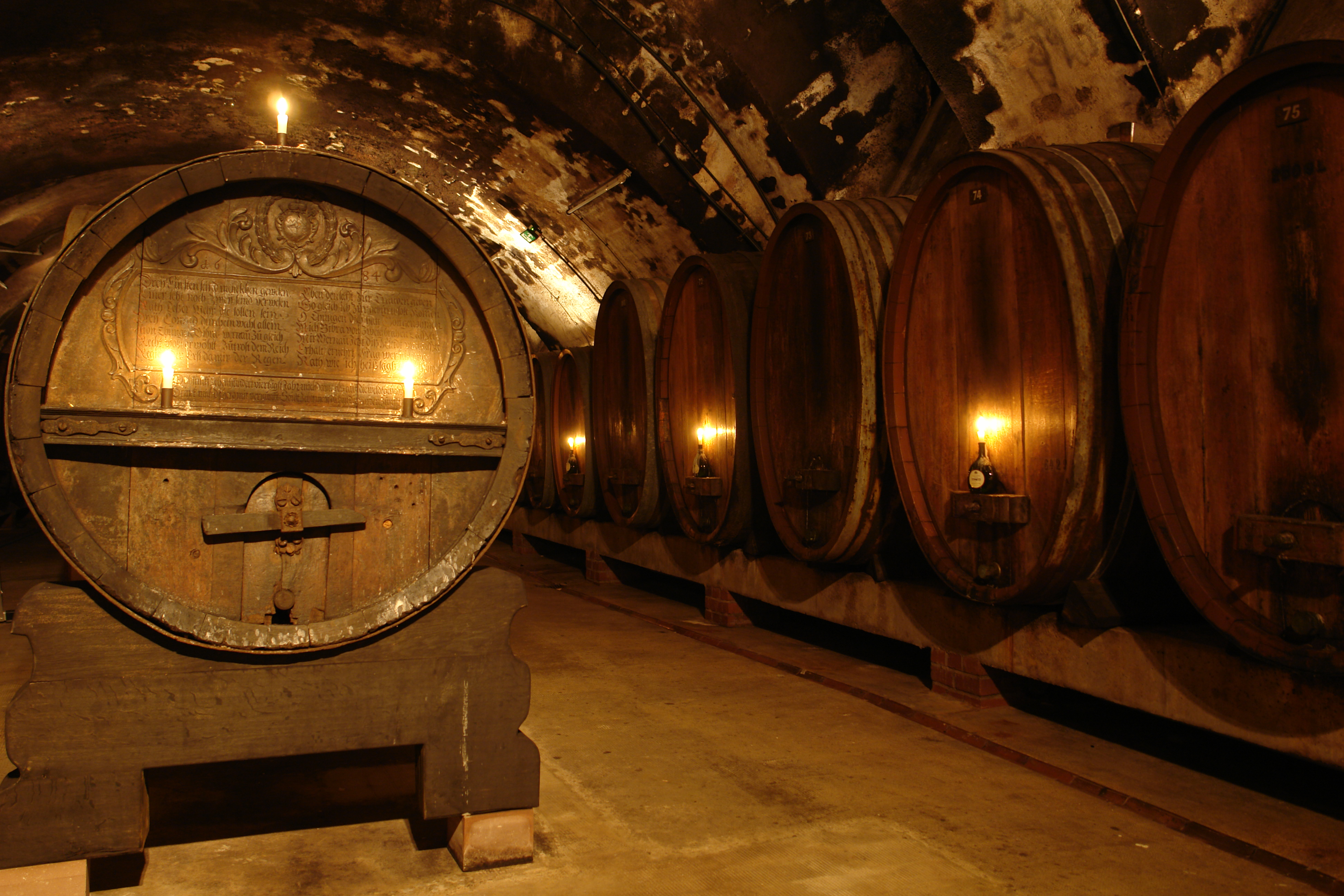

瑞士歷史學家克里斯蒂安·菲斯特在一次報章訪談中，如此描述1540年歐洲旱災：
整整11個月，幾乎沒有下雨。氣溫比20世紀的正常值高出5 °C（41 °F）到7 °C（45 °F），許多地方的夏季氣溫甚至超過40 °C（104 °F）。「歐洲的許多森林都陷入火海，嗆人的濃煙使陽光黯淡，1540年也沒有任何雷暴紀錄。到了5月，水已經相當稀少，井泉乾涸、水力磨坊停滯、人們開始挨餓、牲畜被大量宰殺。」根據估計，1540年有50萬人死亡，大多死於腹瀉。

「這一切是從義大利北部開始，冬天感覺就像7月。從1539年10月到1540年4月初，一滴雨也沒有落下。然後，乾旱朝北推進，……」7月的炎熱宛如餘火：「以致於教堂開始祈禱，彼時萊茵河、易北河、塞納河已能輕易走過而不弄濕腳。在還有水的地方，溫熱的水體成了綠色的肉湯……」死魚肚皮朝天。「波登湖的水位降到歷史新低，林道市實際上已和其他陸地相連。不久，地表的水份完全蒸發，土壤崩裂，一些乾涸的裂縫寬達一尺……」

「另一方面，在法國阿爾薩斯地區，葡萄收穫季節異常的早。第一批葡萄於8月12日成熟，果樹很快又再度開花……。甚至在瑞士、奧地利三國交界的波登湖地區和德國拜羅伊特的某個地方，出現葡萄酒比水便宜的情形。」

在瑞士圖恩一個名叫戈爾迪維爾的村莊，村民為了從圖恩湖裡裝幾桶水，每天得從戈爾迪維爾來回走1公里。

## 外部連結
- Oliver Wetter. . Hydrology and Water Resources Management (academia.edu). 2014  [2018-08-08] （德语）.
- Axel Bojanowski. . Der Spiegel. 2014-07-06  [2018-08-08]. （原始内容存档于2020-12-07） （德语）.
- Jan Grossarth. . Faz.net (Frankfurter Allgemeine Zeitung). 2018-08-03  [2018-08-04]. （原始内容存档于2020-09-03） （德语）.
- Andreas Frey. . spektrum.de. 2018-08-11  [2018-08-12]. （原始内容存档于2020-03-29） （德语）.
- Dürreperioden在線上《瑞士歷史辭典》中的德文、法文或版詞條。